# Riccò del Golfo di Spezia
Riccò del Golfo di Spezia település Olaszországban, Liguria régióban, La Spezia megyében. Lakosainak száma 3576 fő (2023. január 1.). Riccò del Golfo di Spezia Beverino, Follo, Riomaggiore, Vernazza és La Spezia községekkel határos.

## Népesség
A település lakossága az elmúlt években az alábbi módon változott:
| Lakosok száma | 3699 | 3672 | 3576 |
|               | 2017 | 2018 | 2023 |